# خوان خوسيه مورال
خوان خوسيه مورال (بالإسبانية: Juan José Moral)‏ مواليد 20 أغسطس 1951 في غيبوثكوا، إسبانيا، هو دراج إسباني سابق. سبق أن شارك في دورة الألعاب الأولمبية الصيفية.

## روابط خارجية
- خوان خوسيه مورال على موقع أرشيف الدراجات (الإنجليزية)
- خوان خوسيه مورال على موقع إحصائيات الدراجات الإحترافية (الإنجليزية)
- خوان خوسيه مورال على موقع أوليمبيديا (الإنجليزية)